# NGC 1185
NGC 1185 (również PGC 11488) – galaktyka spiralna (Sb), znajdująca się w gwiazdozbiorze Erydanu. Odkrył ją w 1886 roku Francis Leavenworth.